# Bishovia boliviensis
Bishovia es un género botánico monotípico perteneciente a la familia Asteraceae. Su única especie: Bishovia boliviensis es originaria de Bolivia.

## Descripción
Bishovia boliviensis sólo tienen disco (sin rayos florales) y los pétalos son de color blanco, ligeramente amarillento blanco, rosa o morado (nunca de un completo color amarillo).

## Distribución
Se encuentra en Bolivia, en Santa Cruz a un km de Comarapa en la carretera de Cochabamba.

## Taxonomía
Bishovia boliviensis fue descrita por  R.M.King & H.Rob.  y publicado en Phytologia 39: 340. 1978.